# Takeuchi Seihō
Takeuchi Seihō (竹内 栖鳳?  /takeɯᵝtɕiseːhoː/) (Kioto, 20 de diciembre de 1864-Kanagawa, 23 de agosto de 1942) fue un pintor japonés de estilo nihonga, activo desde la era Meiji hasta principios de la era Shōwa. Fue uno de los fundadores del Nihonga y sus obras abarcaron medio siglo, siendo considerado como el maestro del círculo de pintores de Kioto antes de la guerra. Su verdadero nombre era Takeuchi Tsunekichi (竹内 恒吉?  /takeɯᵝtɕitsɯᵝnekʲitɕi/).

## Biografía
Seihō nació en la ciudad de Kioto. De pequeño adoraba dibujar y soñaba con ser artista. Fue discípulo de Kōno Bairei en la escuela Maruyama-Shijō de pintura tradicional. En 1882, dos de sus obras fueron galardonadas en el Naikoku Kaiga Kyoshinkai ("Concurso Nacional de Pintura"), uno de los primeros concursos de pintura moderna en Japón, lo que impulsó su carrera profesional.
Durante la Exposición Universal de París, en 1900, realizó una gira por Europa, donde estudió el arte occidental. Después de regresar a Japón, creó un estilo único, combinando las técnicas realistas de la escuela tradicional japonesa Maruyama-Shijo con formas occidentales de realismo, tomadas de las técnicas de Turner y Corot. Este se convirtió posteriormente en uno de los principales estilos del Nihonga moderno. Su temática favorita era los animales, a menudo en poses divertidas, como un mono montado en un caballo. Destacó también por sus paisajes.
Desde el inicio de las exposiciones Bunten en 1907, Seihō formó parte del comité de jueces. En 1909 se convirtió en profesor del Colegio Municipal de Pintura de Kioto, precursor de la Universidad de Artes de la Ciudad de Kioto. Seihō también estableció su propia escuela privada, la Chikujokai. Muchos de sus estudiantes más tarde se volvieron artistas destacados, como Uemura Shōen o Tokuoka Shinsen.
En 1913, Seihō fue nombrado Artista de la Casa Imperial y en 1919 fue nominado a la Academia Imperial de Bellas Artes (帝国美術院, teikoku bijutsu-in?). Fue una de las primeras personas en recibir la Orden de la Cultura cuando se fundó en 1937.
Inicialmente usó los caracteres 棲鳳 para el primer nombre de su seudónimo, y este nombre posiblemente se pronunciaba como Saihō.

## Obras importantes

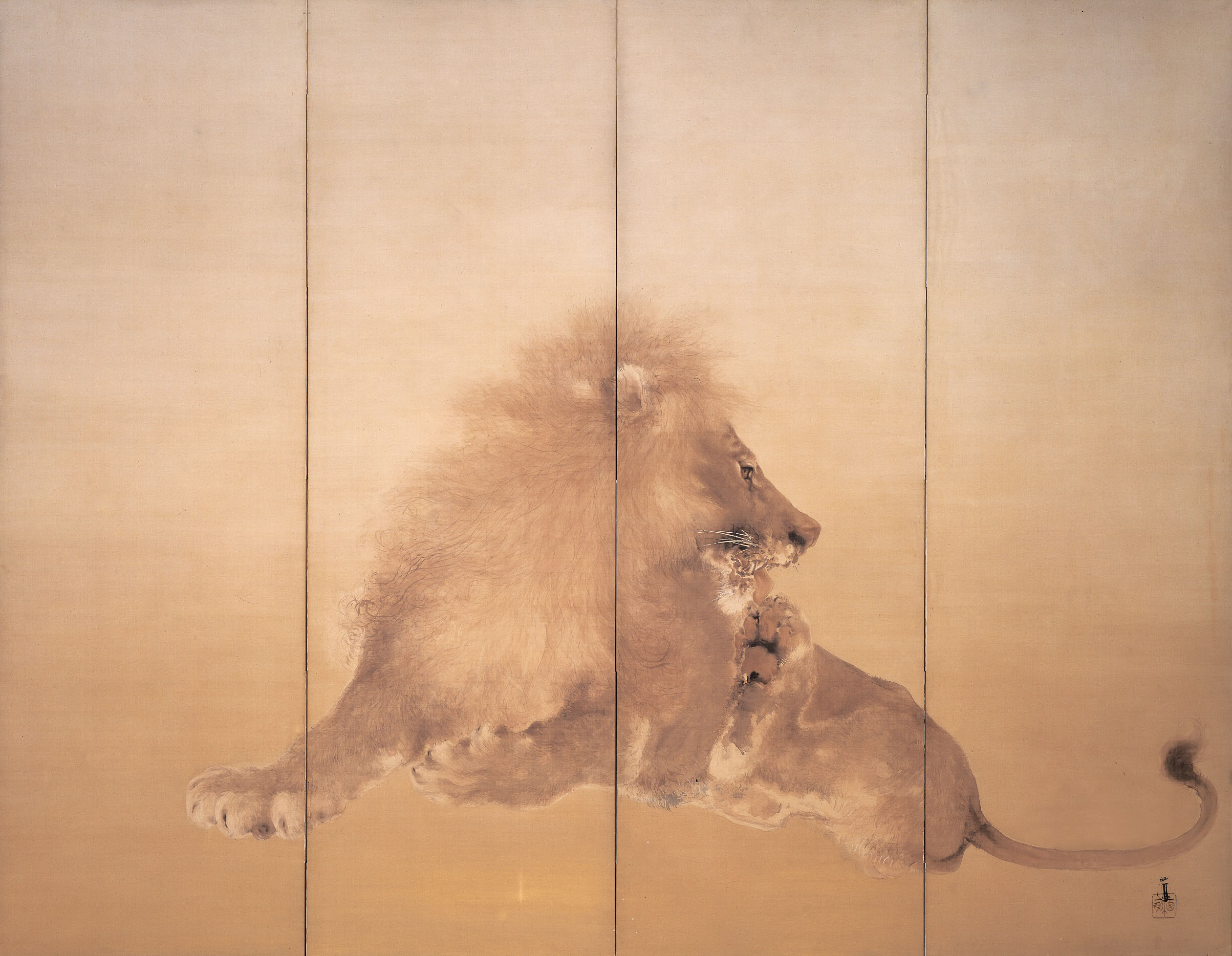
León (1901)

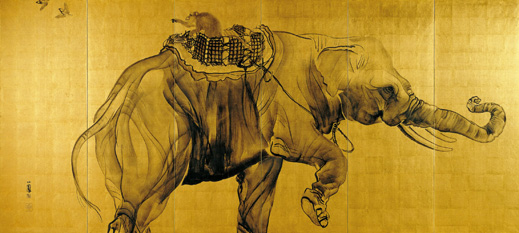
Elefantes (1904)

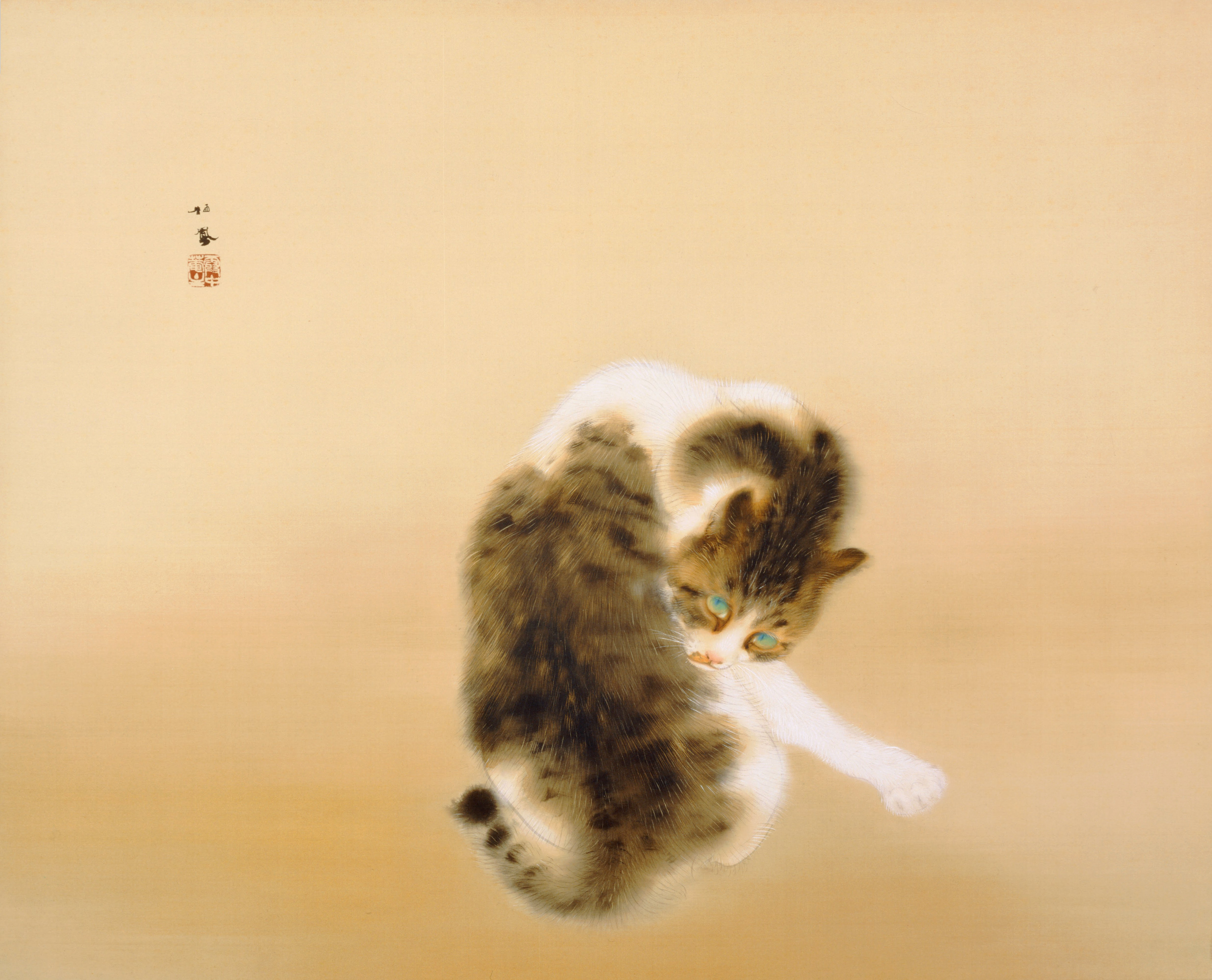
Gato atigrado (1924)

Debido a sus viajes por Europa, estuvo expuesto a una serie de estilos e ideas occidentales. Al visitar el zoológico de Dresde, pudo ver un león por primera vez y lo pintó para una de sus obras. Otro trabajo fueron dos paneles de elefantes. Más adelante en su vida, volvió a los motivos japoneses más tradicionales y pintó animales más pequeños como gatos y peces.
- 斑猫 (1924, Museo Yamatane, Propiedad Cultural Importante)
- 平家驚禽声逃亡 (Museo Nacional de Tokio)
- 秋興 (1927, Museo Nacional de Arte Moderno de Kioto)
- 絵になる最初 (1913, Museo Municipal de Arte de Kioto)
- 薫風稚雀・寒汀白鷺 (1928, Museo de las Colecciones Imperiales)
- 群鵜 (1913, Kachu'an Takeuchi Seiho Memorial Gallery)
- アレ夕立に (1909, Archivos de Takashimaya)
- 雨霽 (1907, Museo Nacional de Arte Moderno de Tokio)

## Alumnos notables
- Tsuchida Bakusen[3]
- Ono Chikkyō
- Nishimura Go'un (西村五雲)
- Hashimoto Kansetsu (橋本関雪)[4]
- Uemura Shōen
- Nishiyama Suisho